# Воронков, Борис Григорьевич
Бори́с Григо́рьевич Воронко́в (12 сентября 1923, Москва — 4 сентября 1976, там же) — советский шахматист, международный мастер ИКЧФ (1976), заслуженный тренер РСФСР (1966). Кандидат экономических наук. Автор статей по теории и истории шахмат.

## Биография
Участник Великой Отечественной войны. Закончил войну в Праге в должности командира отделения мотоциклетной разведки 3-й гвардейской танковой армии. Дважды был ранен. Получил несколько наград.
После войны окончил Институт народного хозяйства им. Г. В. Плеханова.
Участвовал в полуфинале 24-го чемпионата СССР (Тбилиси, 1956 г.). В составе сборной Москвы участник Кубка Европы (1963—1971) — неофициального командного чемпионата Евроры по заочным шахматам. Команда Москвы заняла 2-е место, Б. Воронков показал лучший результат на 12-й доске (совместно с Л. Гертигом, ГДР).
Много лет работал ведущим телепередачи «Шахматная школа».
Сын — известный шахматный журналист С. Б. Воронков.

## Книги
- Новоиндийская защита. — М., 1970;
- Типичные ошибки. — М., 1974 (в соавторстве с Б. Д. Персицем).